# ヴァレンティン・アントフ
ヴァレンティン・イヴァイロフ・アントフ （Valentin Ivaylov Antov, 2000年11月9日 - ）は、ブルガリア・ソフィア出身のサッカー選手。ACモンツァ所属。ブルガリア代表。ポジションはDF。

## クラブ経歴
7歳の時に地元のPFC CSKAソフィアのユースアカデミーに入所。2015年に14歳にしてトップチームに昇格。8月19日のブルガリア・カップのFCソフィア2010戦でプロデビュー。2017年に正式にトップチームメンバーに登録。2018年4月17日のパルヴァ・リーガのFKヴェレヤ・スタラ・ザゴラ戦で、公式リーグ戦初出場。2018-19シーズンから出場機会が増え、UEFAヨーロッパリーグなどにも出場。2020年7月20日のPFCベロエ・スタラ・ザゴラ戦では、プロ初ゴールを決めた。
2021年2月1日、ボローニャFCに買取オプション付きのローン移籍で加入したことが発表された。
2021年8月27日、セリエBのACモンツァに1年間のレンタル移籍で加入した。

## 代表経歴
プロデビューした2015年から、各ユース世代のブルガリア代表に随時招集され、主力として活躍。2020年2月にフル代表初招集。同月27日のベラルーシ戦でフル代表デビューを果たした。